# Liste der Biografien/Bi
Liste der Biografien |
Portal Biografien |
Personensuche
# |
A |
B |
C |
D |
E |
F |
G |
H |
I |
J |
K |
L |
M |
N |
O |
P |
Q |
R |
S |
T |
U |
V |
W |
X |
Y |
Z |
?
 
Ba |
Be |
Bd |
Bg |
Bh |
Bi |
Bj |
Bl |
Bm |
Bn |
Bo |
Br |
Bs |
Bu |
Bw |
By |
Bz
 
Bia–Bid |
Bie |
Bif–Bim |
Bin |
Bio |
Bip |
Bir |
Bis |
Bit |
Biu |
Biv |
Biw |
Bix |
Biy |
Biz
Die Liste der Biografien führt alle Personen auf, die in der deutschsprachigen Wikipedia einen Artikel haben. Dieses ist eine Teilliste mit 8 Einträgen von Personen, deren Namen mit den Buchstaben „Bi“ beginnt.

## Bi
- Bi Bi, myanmarischer Fußballspieler
- Bi Feiyu (* 1964), chinesischer Schriftsteller
- Bi Yan (* 1984), chinesische Fußballspielerin
- Bi Yuan (1730–1797), konfuzianischer Gelehrter und Philologe
- Bi, Franz (1899–1968), deutscher Architekt und Filmarchitekt
- Bi, Kenneth (* 1967), kanadischer Filmregisseur, Drehbuchautor, Schauspieler und Filmeditor
- Bi, Kun (* 1995), chinesischer Windsurfer
- Bi, Sheng (972–1051), Erfinder des Buchdrucks mit beweglichen Lettern